# Psykter

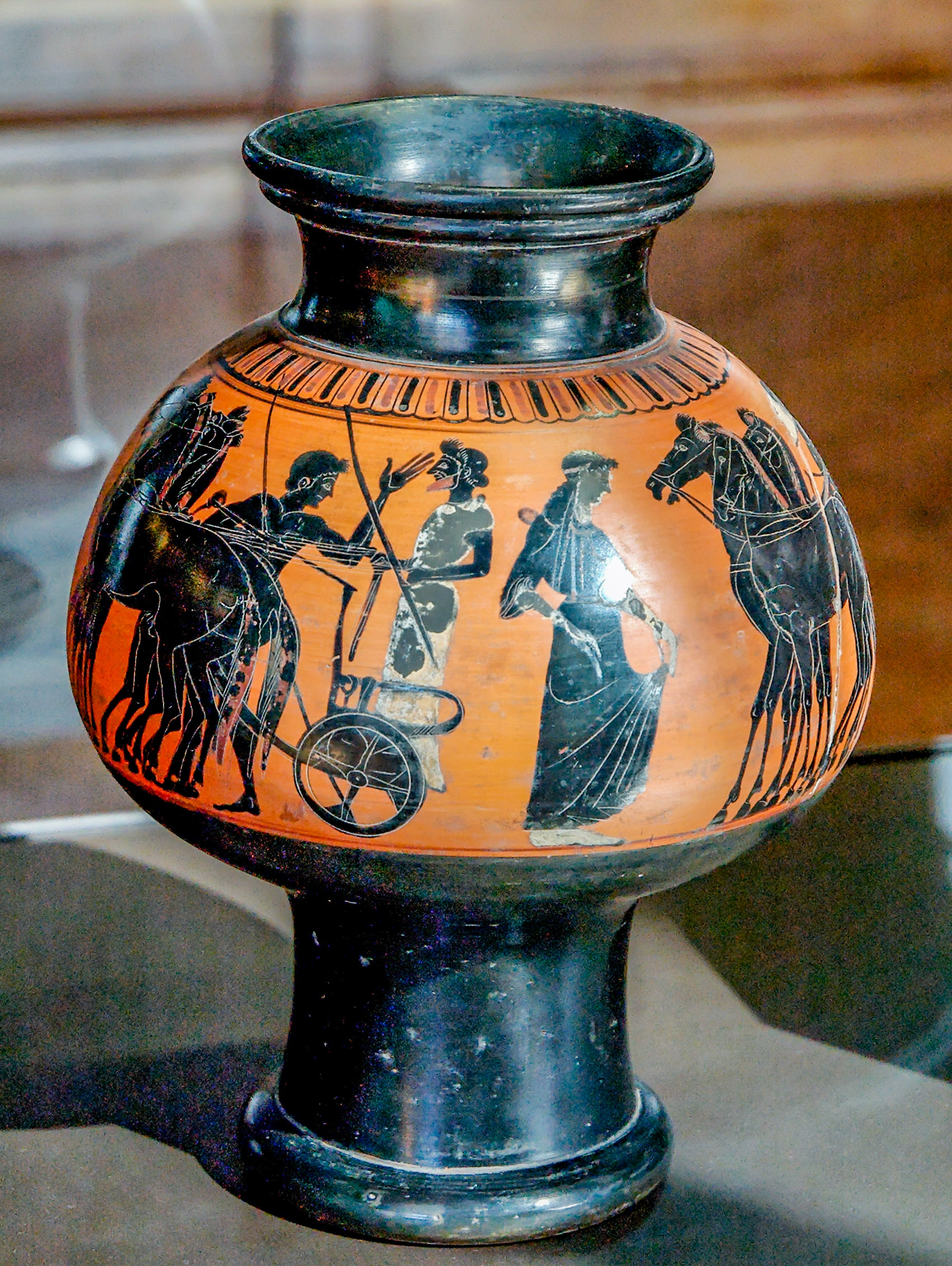
Un psykter du exposé au Louvre.

Un psykter est un vase en céramique utilisé dans la Grèce antique pour rafraichir le vin. Le psykter était placé au centre d'un cratère. On ne sait pas s'il contenait le vin et le cratère de l'eau froide ou de la glace, ou bien si le dispositif était inverse. 
Le psykter est un vase rare. Sa production aurait débuté vers le milieu du VIe siècle avant notre ère et s'arrête au plus tard au milieu du Ve siècle. Seuls quelques exemplaires ont été retrouvés, souvent des vases de type céramique à figures noires dont les thèmes sont souvent liés au vin, comme un psykter conservé à Londres et qui montre des satyres. 